# Freemail
Freemail is een voormalige Nederlandse webmaildienst van Freemail BV.

## Geschiedenis

### Ontstaan
Freemail werd op 7 oktober 1996 gelanceerd door NetPresence Nederland Internet Services en Target Direct Marketing. Freemail gaf een gratis e-mailadres wat eindigde op @freemail.nl met 25MB ruimte. Aanmelden kon anoniem, wel moesten een aantal vragen beantwoord worden die voor marketingdoeleinden gebruikt konden worden.

### Overname
De dienst bleek succesvol en had in 1998 ongeveer 130.000 gebruikers. In augustus van dat jaar is Freemail voor 1,2 miljoen gulden overgenomen door World Online.
In 2004 kwam Tiscali (dat World Online overgenomen had) via Freemail met een dienst waarbij tegen betaling e-mail via teletekst op de televisie binnengehaald kon worden, onder de naam TV-Freemail. Dit werd echter geen succes en kende ook veiligheidsproblemen.

### Opheffing
Op 14 september 2006 maakte Freemail in een e-mail aan haar klanten bekend dat de dienst na ruim 10 jaar per 1 november van dat jaar zou worden opgeheven. De dienst is ingehaald door andere gratis webmaildiensten als Hotmail en Gmail. Ook wilde KPN (dat Tiscali inmiddels overgenomen had) het aantal merken en namen beperken. In 2021 is er geen website meer actief op het domein, maar het is wel nog steeds eigendom van KPN.